# Faouzi Mansouri
Faouzi Mansouri (àrab: فوزي منصوري)  (Menzel Bourguiba, 17 de gener de 1956 - Nimes, 18 de maig de 2022) fou un futbolista algerià de la dècada de 1980.
Fou internacional amb la selecció d'Algèria amb la qual participà en la Copa del Món de futbol de 1982 i 1986.
Pel que fa a clubs, destacà a Nimes Olympique, Montpellier HSC i FC Mulhouse.